# Šanov
Šanov (deutsch Schanow, 1939–1945: Schönau) ist eine Gemeinde in Tschechien. Sie liegt fünf Kilometer südlich von Slavičín und gehört zum Okres Zlín.

## Geographie
Šanov befindet sich im Nordwesten der Weißen Karpaten auf dem Gebiet des Naturparks CHKO Bílé Karpaty. Das Dorf erstreckt sich unterhalb der Einmündung des Baches Šanovec im Tal der Rokytenka. Nördlich erhebt sich die Bukovina (473 m), im Südosten die Smolenka (632 m) und Bašta (642 m), südlich der Na Koncích (652 m) und die Klemůvka (643 m) sowie westlich die Kozice (512 m). Dreieinhalb Kilometer südöstlich verläuft die Grenze zur Slowakei. Südlich des Dorfes entspringt am Gebirgskamm die Olšava.
Nachbarorte sind Pod Zbytkem, Hrádek na Vlárské dráze und Rokytnice im Norden, Jestřabí, Velíková und Štítná nad Vláří im Nordosten, Šebák, Valentová und Kochavec im Osten, Jabloní, Bzovík, Bojková und Horná Súča im Südosten, Podsedky, Vlčí Vrch und Žítková im Süden, V Podlesí und Pitín im Südwesten, Hostětín im Westen sowie Rudimov und Slavičín im Nordwesten.

## Geschichte
Die erste schriftliche Erwähnung von Schonow erfolgte im Jahre 1261, als Smil von Zbraslav und Střílky den Ort zusammen mit weiteren Dörfern dem Kloster Smilheim schenkte. Im Jahre 1355 bemächtigte sich Aleš von Sternberg gemeinschaftlich mit den Herren von Krawarn acht klösterlicher Dörfer und schlug Schonow zu den Gütern seiner Burg Světlov. Im Jahre 1361 wurde der Ort als Schonov bezeichnet. Zu Beginn des 15. Jahrhunderts konnte das Kloster Schonov zurückerlangen. Während der Hussitenkriege verödete das Dorf teilweise. 1442 verpachtete der Abt Martin Schonov unter der Bedingung der Wiederbesiedlung der wüsten Anwesen für 40 Ungarische Gulden erblich an Jan von Popova Kře. Um 1481 verpfändeten die Popovský das Dorf zeitweilig an die Besitzer des Gutes Vlachovice, Jan von Vlachovice und Markvart von Honbice.
Im Jahre 1495 sandte Boček von Kunstadt Truppen der Burg Brumov nach Schonov, ließ Martin von Popova Kře gefangen nehmen und schlug das Dorf wieder den Vizovicer Gütern zu. Aus dem Jahre 1522 ist die Schreibweise Ssanow überliefert. Besitzerin des Dorfes war im Jahre 1539 Libuše von Lomnice, die Ehefrau von Bedřich von Žerotín. 1549 verkaufte Zikmund Kuna von Kunstadt die wüsten Dörfer Šanov und Hrozenkov an den Besitzer der Herrschaft Světlov, Burian von Vlčnov, während die Herrschaft Vizovice an Wenzel von Boskowitz ging. Burian verstarb im selben Jahre und den Besitz erbten die drei Töchter gemeinschaftlich mit seinem Schwager Hynek Bilík von Kornice († 1552). Dieser ließ Šanov 1551 wiederbesiedeln, aus dieser Zeit stammt auch der erste schriftliche Nachweis über eine wüste alte Feste. 1544 entstanden auf dem Kamm als Teil einer mährischen Landesbefestigung gegen die Türkengefahr die Kastelle Bašta und Šance. Kateřina von Vlčnov überschrieb die Herrschaft 1563 ihrem Neffen Friedrich Tettauer von Tettau. Nach dessen Tode erbte 1577 sein Bruder Burian den gesamten Besitz. Dieser, wie auch seine Söhne Wenzel und Wilhelm, verschuldeten ihren aus den Herrschaften Světlov und Sehradice bestehenden Besitz zunehmend. 1594 verkaufte Wenzel Tettauer die Burg Nový Světlov mit allem Zubehör an Jan Jetřich von Kunovice. Dieser überließ die Herrschaft vier Jahre später im Tausch gegen Mährisch Weißkirchen seiner Schwester Anna Marie und deren Mann Zdeněk Žampach von Potštejn. Zdeněk Žampach ließ noch 1598 ein Burgrechtsregister anlegen, in dem für Šanov 25 Anwesen, darunter zwei Mühlen, die herrschaftliche Schänke und die Vogtei verzeichnet sind. Den Einfall der siebenbürgischen Aufständischen unter Stephan Bocskai im Jahre 1605 überstand Šanov, dank seiner Lage abseits der Handelswege in tiefen Wäldern unbeschadet, während das benachbarte Hostětín niedergebrannt wurde. 1610 erwarb Hans Petřvaldský von Petřvald die Herrschaft Světlov, im folgte ab 1614 Franz Graf Serényi. Nach dessen Tode erbte 1630 sein jüngster Sohn Gabriel die Herrschaft Světlov und das Lehngut Vasilsko. 1631 sind im Burgrechtsregister 24 Wirtschaften in Šanov aufgeführt. Nachdem Gabriel Serényi 1648 noch von Maximiliane von Scherfenberg für 35000 Gulden die Herrschaft Milotice erworben hatte, mussten die Světlover Untertanen auf dem Schloss Milotice Frondienste leisten. Im selben Jahre schloss Serényi mit der Besitzerin der Herrschaft Brumov, Esther Gräfin Forgács einen Grenzvertrag. Die in dessen Folge gesetzten Grenzsteine zwischen den Herrschaften Světlov und Brumov finden sich noch heute im Kataster von Šanov. 1663 fielen die Türken über den Hrosenkauer Pass nach Mähren ein. Dabei wurde Šanov ausgeplündert und niedergebrannt. Drei Einwohner wurden verschleppt, außerdem wurden 14 Pferde und 240 Schafe fortgetrieben. Noch 1670 lagen fünf der 25 Wirtschaften wüst.
Nachdem 1704 die aufständischen Kuruzen über den Wlarapass nach Mähren eingefallen waren und große Verwüstungen hinterlassen hatten, richtete die Herrschaft ein Portaschenkorps (portáší) ein, in dem 445 Männer zum Schutz der Grenze gegen die Kuruzen verpflichtet wurden. In den Jahren 1707, 1708 und 1709 folgten weitere Kuruzeneinfälle. Es ist nicht überliefert, von welchen der Kriegszüge Šanov betroffen war, jedoch lagen nach der Niederschlagung des Kuruzenaufstandes im Jahre 1710 in dem Dorf neun Wirtschaften wüst. Auch danach sicherten die Portaschen weiterhin die Grenze, zum Schutz vor Raubgesindel. 1720 wurde der Ort Schonov genannt. Im Jahre 1746 erbte Karoline Gräfin Serényi die Herrschaften Světlov, Milotice und Svatobořice. Deren Ehemann Quiard Josef Graf Saint Julien kaufte 1757 dem Bistum Olmütz für 12000 Gulden das Lehngut Vasilsko ab und vereinte es mit Světlov. Das älteste Ortssiegel stammt aus dem Jahre 1758, es trägt die Inschrift SIGI. DES. TORF. SSENAV. 1771 hatte das Dorf 338 Einwohner und 1790 lebten in den 57 Häusern von Šanov 415 Personen. Nach dem Tode des Grafen Quiard Josef erbten 1793 dessen drei Söhne Franz, Joseph und Johann, die allesamt eine Generalslaufbahn eingeschlagen hatten, die Güter. 1803 verkauften die Brüder Světlov mit Vasilsko an Sophie von Haugwitz. Die Grundbücher für Šanov wurden 1811 angelegt. 1818 wurde in dem Dorf eine Schule eingerichtet. Das dafür angekaufte Gebäude erwies sich bald als zu klein und wurde 1846 durch einen Neubau ersetzt. Zu dieser Zeit hatte Šanow 431 Einwohner und bestand aus 75 Häusern. Letzte Grundherrin war ab 1835 Sophie von Haugwitz Tochter, Henriette Gräfin von Larisch-Moennich. Bis zur Mitte des 19. Jahrhunderts blieb Šanov der Herrschaft Světlov untertänig.
Nach der Aufhebung der Patrimonialherrschaften bildete Šánov/Schanow ab 1850 eine Gemeinde in der Bezirkshauptmannschaft Uherský Brod und dem Gerichtsbezirk Valašské Klobouky. In dem Ort lebten 465 Menschen. Nach der Aufhebung der Bezirkshauptmannschaften gehörte Šánov ab 1854 zunächst zum Bezirk Uherský Brod und wurde im Jahre darauf dem Bezirksamt Valašské Klobouky zugewiesen. Während des Deutschen Krieges zogen sich k.u.k. Truppen 1866 über Šánov vor den Preußen zurück, die bis Slavičín vorrückten. Ab 1868 gehörte das Dorf zur wiedererrichteten Bezirkshauptmannschaft Uherský Brod und zwei Jahre später auch zum dortigen Gerichtsbezirk. Im Jahre 1880 bestand das Dorf aus 80 Häusern und 486 Einwohnern, darunter waren 475 Tschechen und sechs Deutsche. Seit 1881 ist die heutige Namensform Šanov gebräuchlich. Nach der Gründung einer Freiwilligen Feuerwehr im Jahre 1893 kaufte die Gemeinde im selben Jahre eine Feuerspritze. Infolge eines Starkregens wurde Šánov 1896 von einem Hochwasser heimgesucht. Zwischen 1898 und 1900 erfolgte der Bau der Straße nach Hostětín. Das Gemeindehaus wurde 1899 fertiggestellt. In Šánov wurden im Jahre 1900 557 Einwohner gezählt. 1901 ersuchten die umliegenden Gemeinden erfolgreich beim Landtag um den Bau einer Straße zwischen Šánov und Hrádek als Notstandsbau, da sich dort Post und Bahnhof befanden. 1904 wurde eine neue Schule eingeweiht. Im Jahre 1905 wurde Šánov dem Gerichtsbezirk Bojkovice zugeordnet, zu dem der Ort bis 1948 gehörte. Beim Hochwasser von 1919 riss die Rokytenka sämtliche Brücken und das Spritzenhaus fort.
1930 bestand das Dorf aus 113 Häusern und hatte 604 Einwohner. Nach einem Wolkenbruch spülte der Bach 1931 erneut alle hölzernen Brücken weg und brachte Scheunen und Gebäude zum Einsturz, durch den von den Feldern heruntergetragenen Schlamm waren alle Straßen und Wege unpassierbar. 1933 begann die Regulierung des Šanovec und der Rokytenka. Drei Jahre später wurde im Dorf ein Steinbruch eröffnet, der auch die Baumaterialien für die Kasernen in Slavičín und weitere Militärobjekte bei Bohuslavice und Vlachovice lieferte. Nach der deutschen Besetzung erhielt der Ort 1939 den Namen Schönau. Während des Zweiten Weltkrieges startete die 15. USAAF am 29. August 1944 von Süditalien aus einen Bombenangriff auf den Bahnhof und einen Rüstungsbetrieb in Mährisch Ostrau sowie die Raffinerien in Oderberg und Oderfurt. Dabei kam es über den Weißen Karpaten zu einer Luftschlacht. Südöstlich des Dorfes stürzte im Waldgebiet bei der Bergwiese Louka nahe dem Gebirgskamm eine Boeing B-17 ab, wobei neun der zehn Besatzungsmitglieder starben. Lediglich der Pilot Thayne L. Thomas überlebte und konnte mit Unterstützung von Einwohnern über die slowakische Grenze fliehen. 1949 wurde die Gemeinde dem Okres Valašské Klobouky zugeordnet. Der alte Glockenturm wurde 1950 abgetragen. Nach Aufhebung des Okres Valašské Klobouky kam Šanov Ende 1960 zum Okres Gottwaldov. 1972 kam es nach einem Starkregen zur größeren Überschwemmungen im Unterdorf. Am 22. Mai 1977 wurde die Geburt von Monika Suchánková aus Šanov als 15.000.000 Bürger der ČSSR gefeiert. Zwischen 1980 und 1991 war Šanov nach Slavičín eingemeindet. Seit 2001 führt Šanov ein Wappen und Banner. Gepfarrt ist das Dorf nach Pitín. Zu Beginn des Jahres 2001 lebten in den 201 Wohnhäusern des Dorfes 544 Personen, 41 davon haben ein Gewerbe angemeldet.

## Gemeindegliederung
Für die Gemeinde Šanov sind keine Ortsteile ausgewiesen.

## Sehenswürdigkeiten
- Kapelle der Jungfrau Maria und hl. Zdislava, erbaut 1991–1993. Erste Planungen zum Bau einer Kapelle bestanden seit 1890. Erneut aufgegriffen wurde diese Absicht 1937 und 1948, wobei jeweils konkrete Baupläne vorgelegt wurden, die jedoch wegen des Einspruchs der Straßenverwaltung bzw. des Mangels an Baumaterial nicht realisiert wurden.
- gezimmertes Stadel in Volksbauweise, im südlichen Teil des Dorfes
- Museum der Luftschlacht über den Weißen Karpaten
- Denkmal für die Opfer beider Weltkriege sowie die neun in den Ortsfluren abgeschossenen US-amerikanischen Flieger, geweiht 1946
- Reste des Kastells Bašta, erbaut 1544 als Teil einer mährischen Landesbefestigung gegen die Türkengefahr
- Skulptur „Letecké srdce“ (Fliegerherz) von Jaroslav Koléšek, aufgestellt 2001 südöstlich des Dorfes in der Nähe des Absturzortes der amerikanischen Flieger
- Denkmal für die amerikanischen Flieger, südöstlich des Dorfes
- Naturschutzgebiet Žleb, nordwestlich des Dorfes